# Sant Lleïr de Pobellà
Santa Lleïr de Pobellà és en el terme municipal de la Torre de Cabdella a la comarca del Pallars Jussà, en el poble de Pobellà, pertanyent a l'antic terme de Mont-ros.
Era una capella aïllada, situada a 1.505 m d'altitud a prop i uns 800 metres al nord-oest del Tossal de Sant Quiri i quasi 2 quilòmetres a llevant de Pobellà. És en el lloc anomenat Comacigrons, i s'hi accedeix per un corriol que hi mena des de la pista de muntanya que puja a Sant Quiri. El corriol en surt cap al sud-est a prop de la Font dels Pous, dos revolts més amunt.
No es tenen referències documentals de l'església, però es tracta d'una obra romànica molt primitiva, potser amb elements anteriors a l'any 1000. A més, a poca distància d'aquestes restes, carena amunt, hi ha altres restes d'un poblament potser del segle ix o x.
Els murs, derruïts, però que es conserven en alguns llocs fins a l'alçada de 2 metres, permeten de veure una nau rectangular, amb absis semicircular a llevant. La capçalera sembla tancada, respecte de la nau, amb un mur que deixa un pas molt estret cap al presbiteri. És una solució arquitectònica habitual en temples preromànics.
L'aparell és poc treballat, però buscant regularitat en la seva disposició en filades. Al voltant de l'església s'han localitzat grans lloses recatangulars, que devien ser les esteles habituals a les necròpolis altmedievals.